# Museum De Dorpsdokter
Museum De Dorpsdokter is een museum in Hilvarenbeek, oorspronkelijk opgericht door Dr. H.A.M. Ruhe als heemkundige collectie uit de dorpen Hilvarenbeek en Diessen. Sinds 2009 heeft het museum een expositieruimte, met daarin een collectie medisch-historische instrumenten als gebruikt door een plattelandsdokter, een tandarts, een fysiotherapeut en de wijkverpleegster. In 2013 is de collectie van het Nederlands Drogisterij Museum in het Hilvarenbeekse museum ondergebracht.
In 2015 is het museum verrijkt met een apothekerskast uit 1786, die tot 2007 dienst heeft gedaan bij een drogisterij in het vestingstadje Heusden.

## Ontstaan
Dr. Harry A.M. Ruhe (Amsterdam,1908) werd na zijn studie geneeskunde aan de gemeentelijke universiteit van Amsterdam in 1938 gevraagd huisarts te worden in Hilvarenbeek. Naast zijn huisartsenpraktijk was Dr. Ruhe actief in de Heemkundige Kring en bouwde een collectie op van 'ouwe spullen', die hij verwierf via zijn patiënten. In 1976 schonk hij de collectie aan wat later de 'Stichting Oudheidkundig Museum' werd. De collectie, die de naam 'De Schorsmolen' kreeg bevatte naast medisch instrumentarium uit zijn praktijk ook door boeren bij het ploegen gevonden aardewerk (o.a. Siegburger) en enkele duizenden doodsprentjes.

## Uitbreidingen
In de jaren 1980 werd het museum uitgebreid met de collecties van de Heemkundige Kring Ioannes Goropius Becanus  en die van 'Het Oude Ambacht' uit de naast het museum gelegen molen De Doornboom. De heemkundige onderwerpen waren opgeslagen op zolder van het Hilvarenbeekse gemeentehuis, in 1984 werd de eerste steen gelegd voor Museum De Dorpsdokter. Later is de heemkundige collectie verhuisd naar het museum 'De Beekse Toren'.
In 2004 werd de medisch-historische praktijk de kernactiviteit en kreeg het museum de naam 'De Dorpsdokter'. In 2009 werd het museum verbouwd en kwam er ruimte voor andere takken van de zorgverlening zoals de tandarts, de wijkverpleegkundige, apotheker, drogist en de fysiotherapeut.
In 2018 werd het aangrenzende molenaarshuis bij het museum getrokken.

## Bruikleen
Het Stedelijk Museum Breda heeft de inboedel van de drogisterij van eerst de familie Elsen en later drie generaties van de familie Smagghe uit Breda voor onbeperkte tijd in bruikleen gegeven aan het Hilvarenbeekse museum.

## Overig
Het museum maakt deel uit van een museumcomplex gelegen aan de Doelenstraat in Hilvarenbeek. Het complex bestaat naast museum De Dorpsdokter uit windmolen De Doornboom en Heem- en kruidentuin D’n Doornhof.